# Ithysia pravaria
Ithysia pravaria là một loài bướm đêm trong họ Geometridae.